# Píšťala (zbraň)

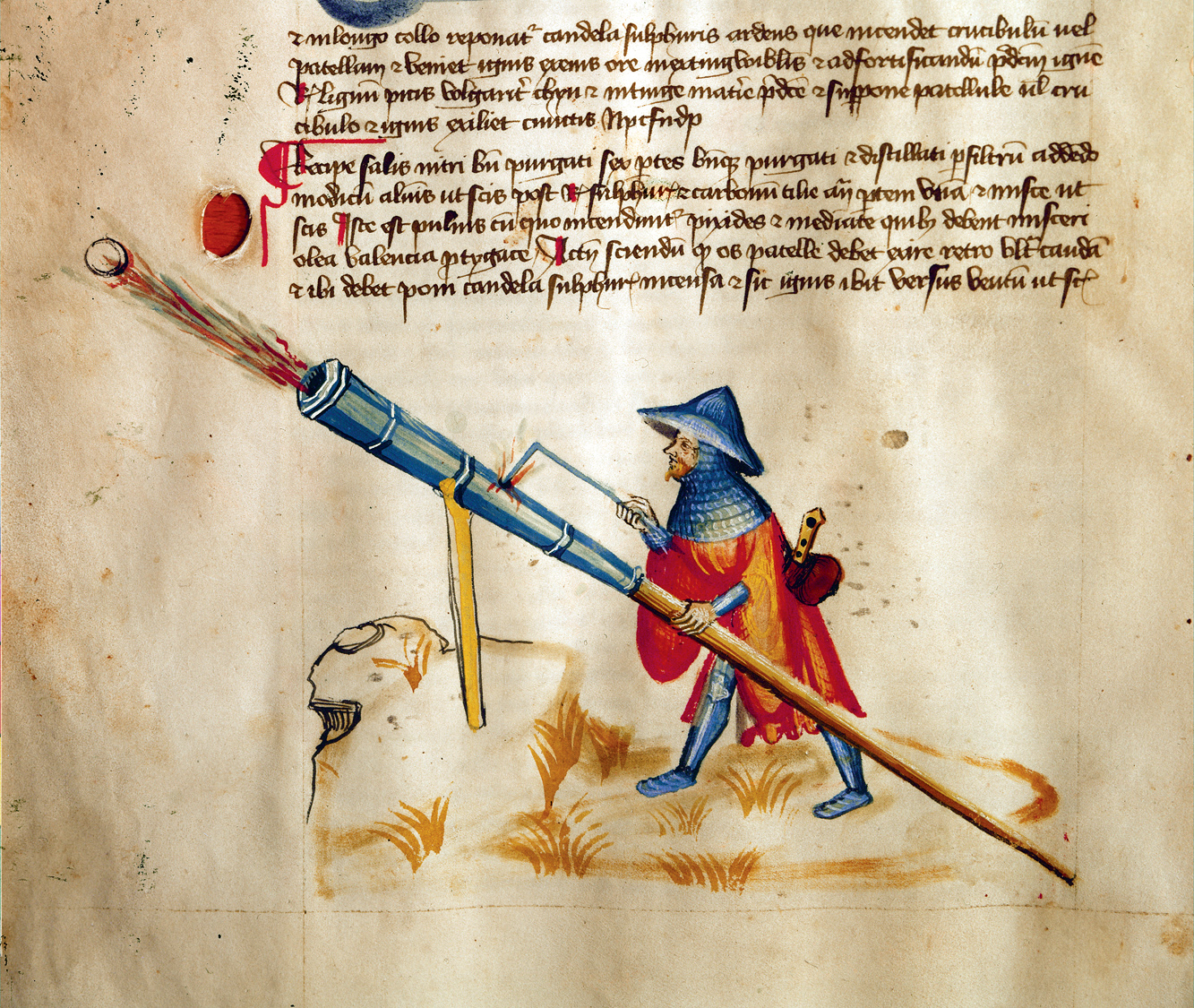
Střelba z ručního kanonu, rukopis Konrada Kyesera, 1405

Píšťala je název pro ruční palnou zbraň, rozšířenou za husitských válek.
Píšťala měla poměrně krátkou železnou hlaveň s tulejí. Ta byla vsazena v dosti neohrabaném dřevěném stvolu, jejž držel střelec v podpaží. Ráže se pohybovala okolo 15-25 mm s různými projektily. Používaly se jak celistvé kule, tak kartáčové střely, které působily jako brokovnice a nebo speciálně tvarované kule, které při letu hvízdaly a plašily i ty koně, kteří byli zvyklí na střelbu. Hlaveň neměla vývrt a byla buď ocelová kovaná, či odlévaná z bronzu. Střelný prach se v hlavni zapaloval pomocí doutnáku. Dostřel byl nevelký a značně nepřesný, účinek byl tedy spíše psychologický. Název se rozšířil po celé Evropě a má se za to, že se z něj vyvinulo slovo pistole. Z píšťaly se později vyvinula hákovnice.